# بيل هاموند
بيل هاموند (بالإنجليزية: Bill Hammond)‏ هو رسام نيوزيلندي، ولد في 1947.